# Lomagebergte
Het Lomagebergte is een bergketen in het noordoosten van Sierra Leone, dicht bij de grens met Guinee. Het gebergte strekt zich uit over ongeveer 32 kilometer in noord-zuid richting, ten westen van de bron van de Niger in de Hooglanden van Guinea. Rondom het gebergte bevinden zich savannegraslanden op een granieten plateau.
De hoogste top is de berg Bintumani, met een hoogte van 1945 meter, tevens het hoogste punt van Sierra Leone. Het gebied is dunbevolkt en sinds 1952 aangewezen als bosreservaat waar niet gejaagd mag worden. Het reservaat heeft een oppervlakte van 33.201 hectare. Verschillende stromen die de zijrivieren Bagbe en Bafi van de rivier de Sewa voeden, vinden hun oorsprong in dit gebergte. Ook de Rokel die naar het noordwesten stroomt, vind zijn oorsprong in het Lomagebergte.